# 足達左京
足達 左京（あだち さきょう、1905年 - 1988年1月30日）は、日本の気象技術者。海軍技術中佐。

## 経歴
福岡県柳川市出身。1923年福岡県立中学修猷館、1927年第五高等学校理科甲類を経て、1930年京都帝国大学理学部地球物理学科卒業。
1931年神戸高等商船学校教授に就任するが、1939年海軍水路部に転じ、気象予報を担当する。1943年海軍の要請により、海軍気象部において、特殊兵器「風船爆弾」の気球の開発に従事した。最終階級は海軍技術中佐。
1954年日本電建に入社。1964年に退職し、戦史の研究に従事。1976年渡米し、アメリカ本土の風船爆弾の攻撃の跡を訪ねている。

## 著書
- 『風船爆弾大作戦―アメリカを惑乱させた謎の紙気球』 ボア・ブックス 1975年

## 翻訳
- 『東京初空襲:アメリカ特攻作戦の記録』 C・V・グラインズ著 彩流社 1982
- 『クレムリンの客』 ロバート・G・エンメンス著 彩流社 1984